# Flakbatterie Schweiburg

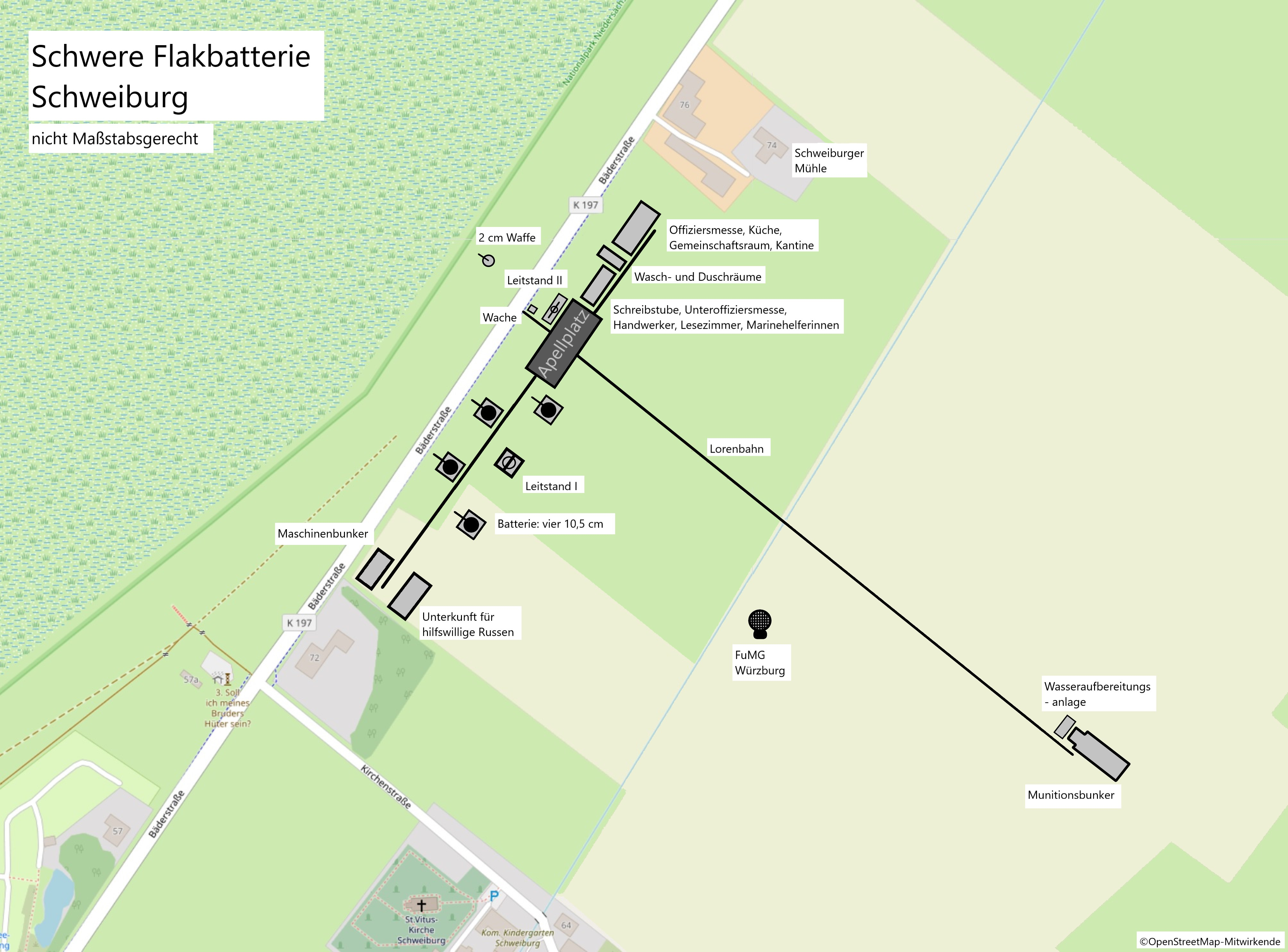
Übersichtskarte der schweren Flakbatterie Schweiburg

Die schwere Flakbatterie Schweiburg war im Zweiten Weltkrieg eine verbunkerte Stellung der Marine-Flak im Osten des Jadebusens.

## Lage und Aufbau
Die Anlage befand sich auf dem Weideland zwischen der Schweiburger Mühle und dem Zollhaus direkt hinter dem Seedeich bei Schweiburg. Sie war zur Seeseite mittig mit einem 2-cm-Flakstand abgesichert, der sich auf dem Deich befand. Im Norden der Anlage, direkt südlich der Mühle, befand sich ein Gebäude mit Gemeinschaftsräumen, Küche, Offiziersmesse und Kantine. Südlich angeschlossen war ein Gebäude mit Wasch- und Duschräumen und ein Gebäude mit Schreibstube, Unteroffiziersmesse und Unterkünften für Handwerker und Marinehelferinnen sowie ein Lesezimmer. Es gab einen zentralen Appellplatz, der über einen bewachten Weg an die Deichstraße angeschlossen war. Am Eingang des Geländes befand sich ein kleines Wachhaus. Zwischen dem Wachhaus und dem Appellplatz war der Leitstand II. Die Batterie mit den vier Flakbunkern befand sich südlich des Appellplatzes. Mittig zwischen den Bunkern war der Leitstand I. Am südlichen Ende der Anlage lag ein Maschinenbunker mit Notstromaggregaten und eine Unterkunft für hilfswillige russische Kriegsgefangene. Etwa 250 Meter östlich der Batterie gab es einen Munitionsbunker, der zur Tarnung im Stil eines landwirtschaftlichen Gebäudes errichtet wurde. In einem Nebengebäude vor diesem Bunker befand sich ein Brunnen samt Wasseraufbereitungsanlage.

## Organisatorische Eingliederung

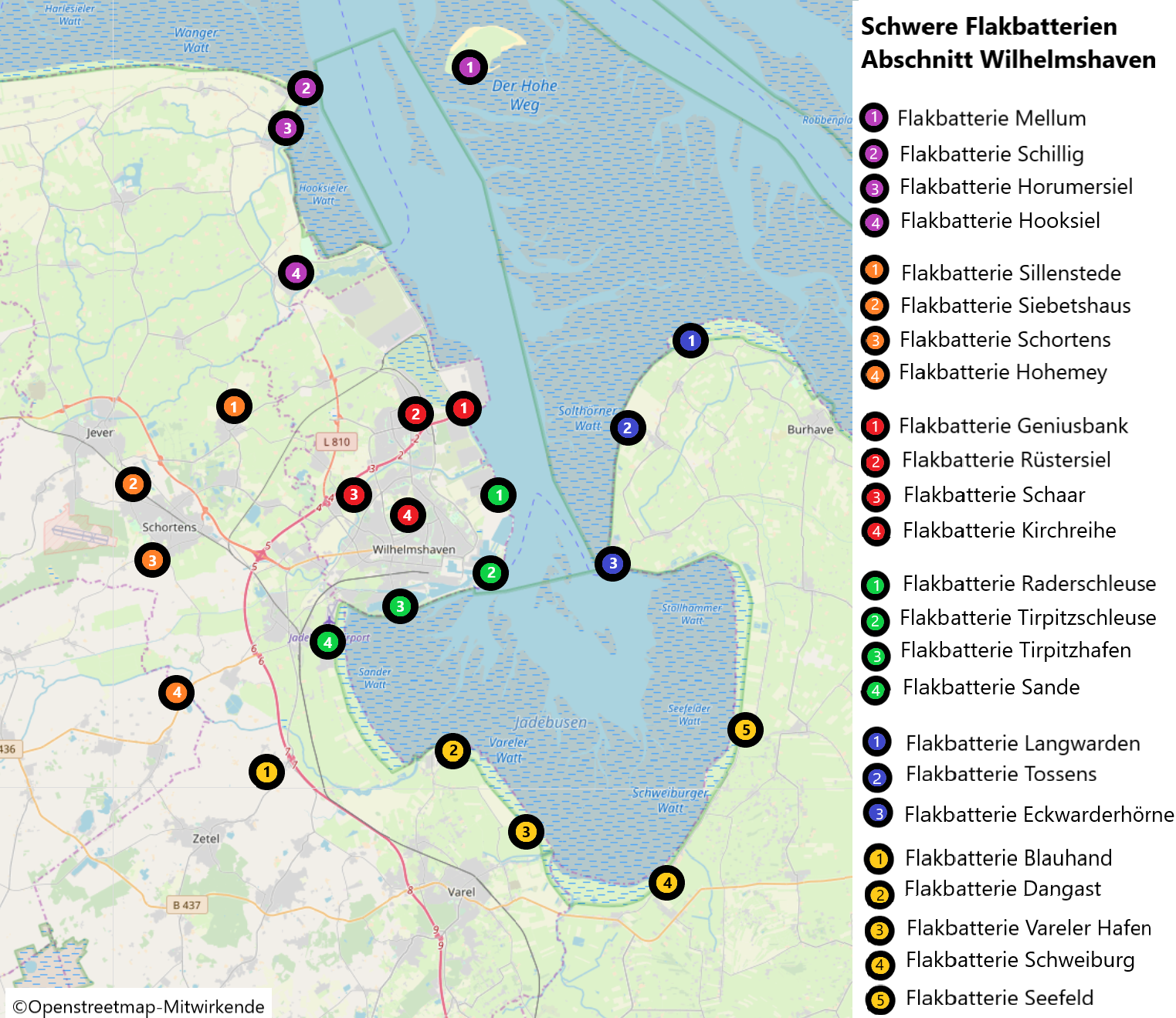
Position der Flakbatterien im Abschnitt Wilhelmshaven

Für die Küstenverteidigung war der Küstenbefehlshaber Deutsche Bucht verantwortlich. Die Batterie gehörte als Teil der II. Marineflakbrigade zum Abschnitt Wilhelmshaven. Die Flakbatterie gehörte zur Marineflakabteilung 222, deren Flakuntergruppenkommando Süd beim Vareler Hafen lag. 

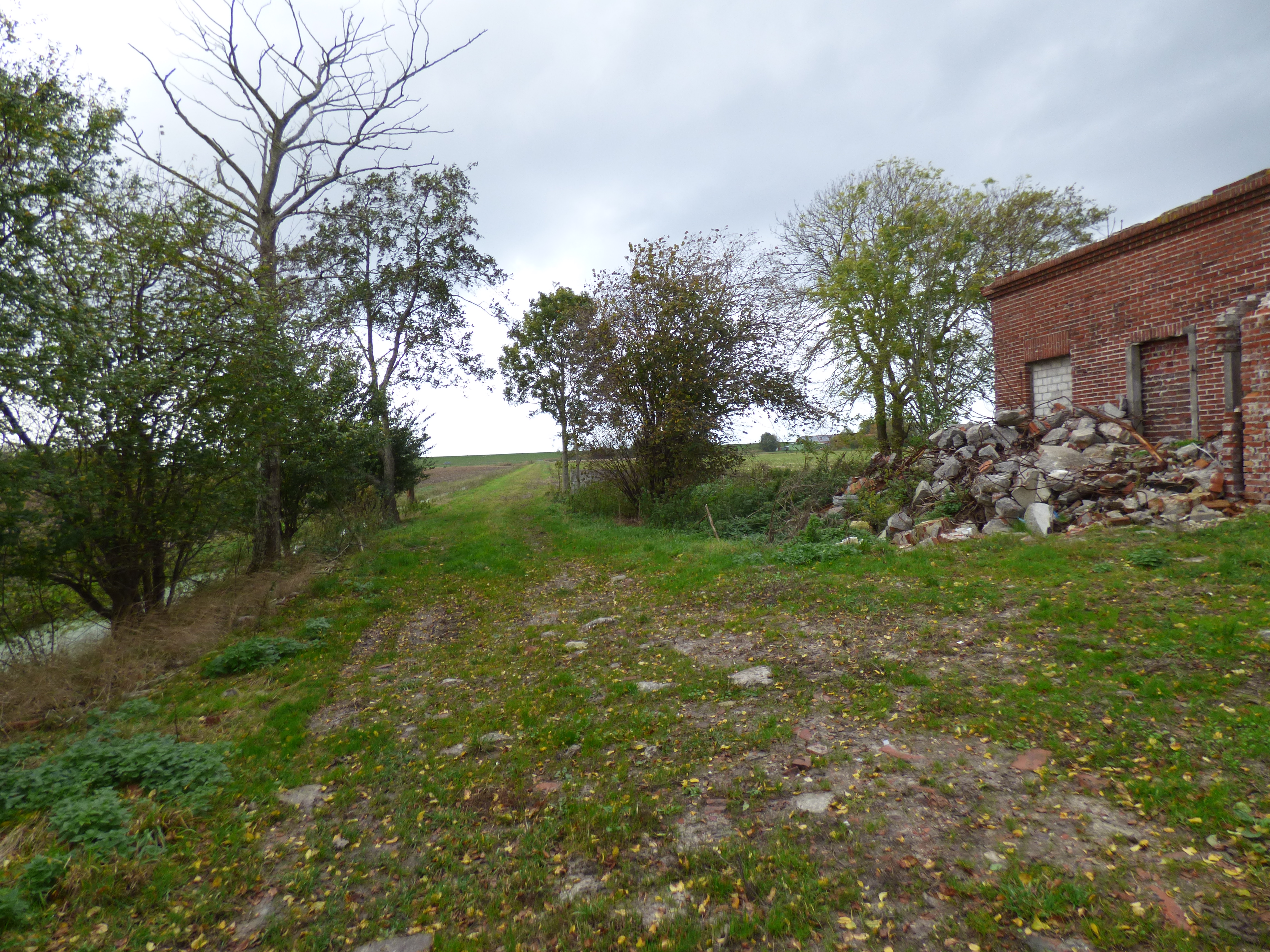
Munitionsbunker rechts im Bild, der Weg der Feldbahn in Richtung Deich befindet sich in der Bildmitte

## Geschichte

### Anlass
Für die Verstärkung der Luftverteidigung des Kriegshafens Wilhelmshaven wurden im August 1939 von der Marinestation der Nordsee beim Oberkommando der Marine (OKM) schwere Flakbatterien angefordert. Bereits im September und Oktober des gleichen Jahres trafen fünf vollständige schwere Flakbatterien über die Reichsbahn in Wilhelmshaven ein. Diese waren aufgrund der absoluten Luftüberlegenheit der Luftwaffe beim Überfall auf Polen freigestellt worden. Drei der Batterien wurden zur Marineflakabteilung 222 (M.Fla.A. 222) kommandiert. Sie wurden in Seefeld, Schweiburg und beim kleinen Fort Blauhand installiert. Die Flakbatterie Schweiburg wurde gemeinsam mit der Flakbatterie Seefeld errichtet.

### Errichtung und Einsatz

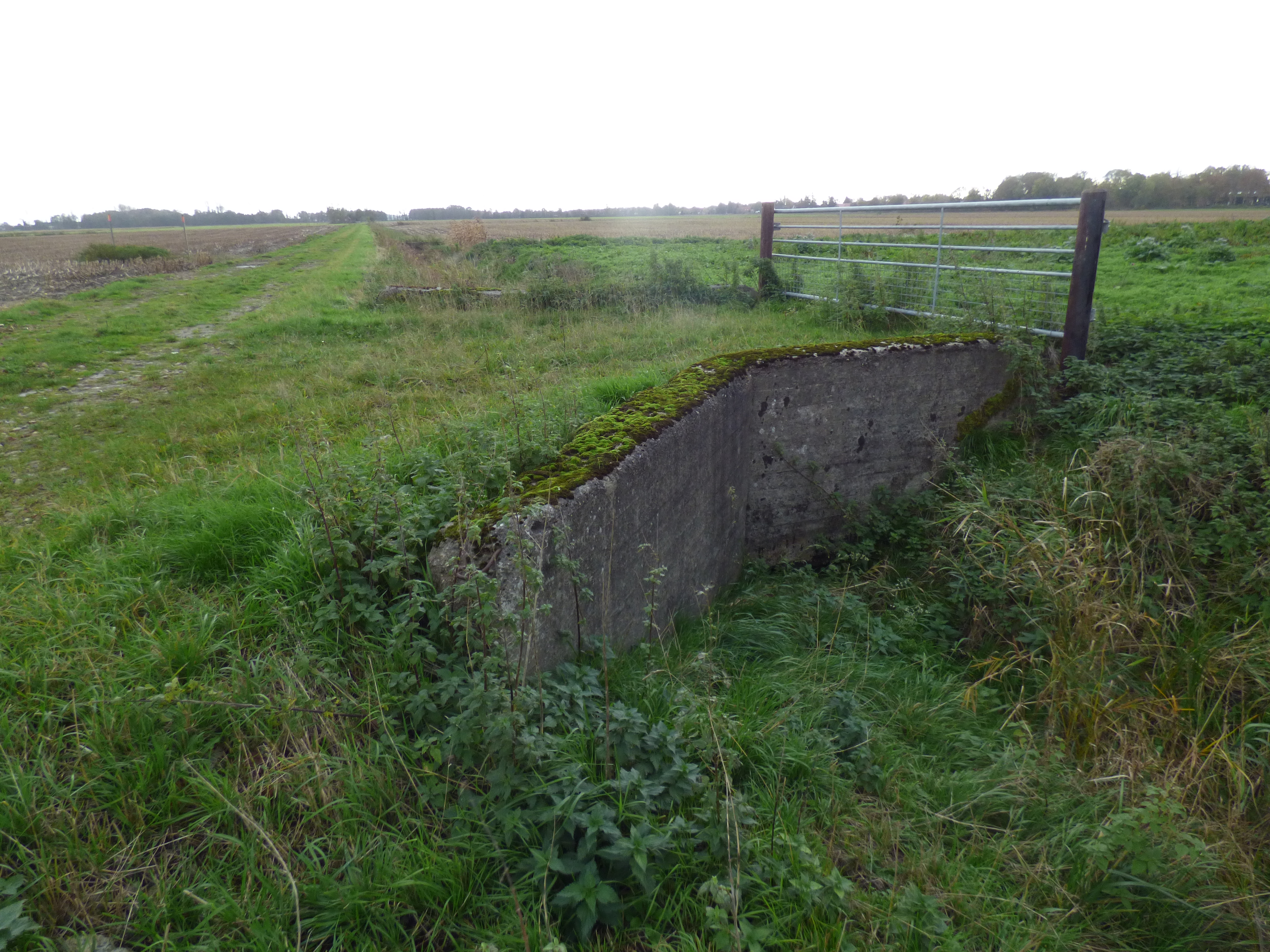
Eine Brücke der Flakbatterie Schweiburg

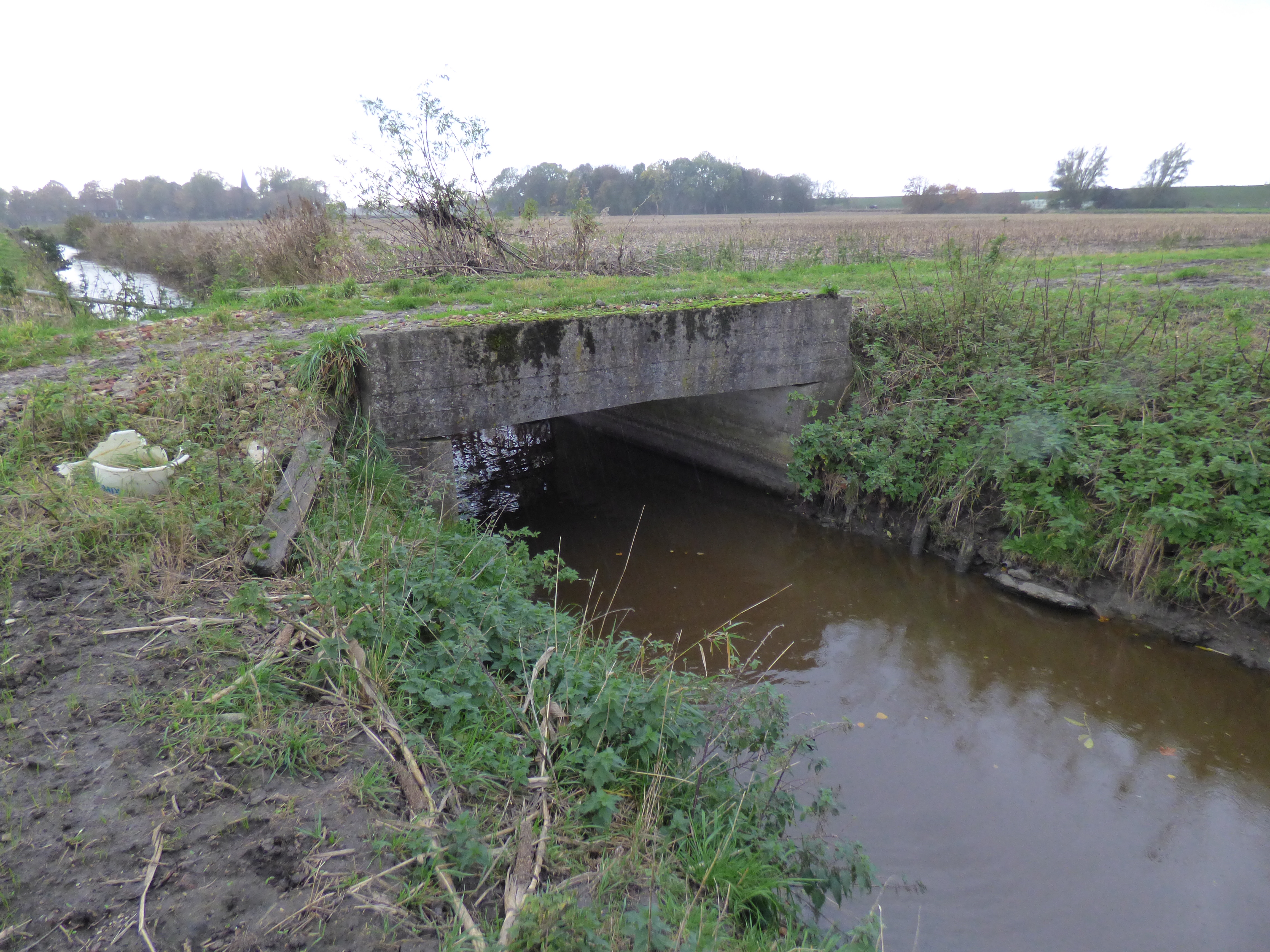
Eine Brücke der Flakbatterie Schweiburg

Bevor die Batterien eingetroffen waren, wurden Baracken errichtet. Da diese nicht ausreichend Platz für die Unterbringen der gesamten Mannschaften boten, wichen die Soldaten bis zur Errichtung weiterer Baracken in nahegelegenen Höfe aus. Das Entfernungsmessgerät der Schweiburger Batterie war für die schwere Flakbatterie zu klein. Deshalb wurde es schon kurz nach der Aufstellung des Leitstandes vom Marineartillerie-Zeugamt (M.A.Za.) gegen ein größeres ausgetauscht. Anfang Oktober 1939 meldeten beide Batterien volle Gefechtsbereitschaft. Sowohl die Batterie in Seefeld als auch in Schweiburg waren von Beginn an mit speziell ausgebildeten Personal bemannt. Andere Batterien waren mit Reservisten ausgestattet, die noch eine weitere Ausbildung absolvieren mussten. Aus diesem Grund wurden Teile der Mannschaften mit anderen Batterien getauscht. Aus Schweiburg wurde Ende Oktober 1939 ein E-Messer, vier Richtkanoniere, ein Geschützführer und zwei Ladekanoniere abkommandiert und gegen Reservisten ausgetauscht. Während der Umbauarbeiten zur Bunkerbatterie übernahm im Oktober 1941 der Planfeueroffizier des Fort Schaar, Leutnant Marineartillerie Kißing, Oberleutnant Breuer das Kommando als Chef der Batterie Schweiburg. Ab Ende 1943 wurden Schüler aus Löningen und Brake als Marinehelfer in der Flakbatterie eingesetzt, sie kamen zunächst im leichten Flakbunker unterkamen. Hilfswillige Russische Kriegsgefangene waren für den Transport der Munition von Munitionsbunker zu den Geschützen verantwortlich, die Arbeit war im Vergleich zum Schicksal anderer Kriegsgefangener leicht und die Verpflegung gut.

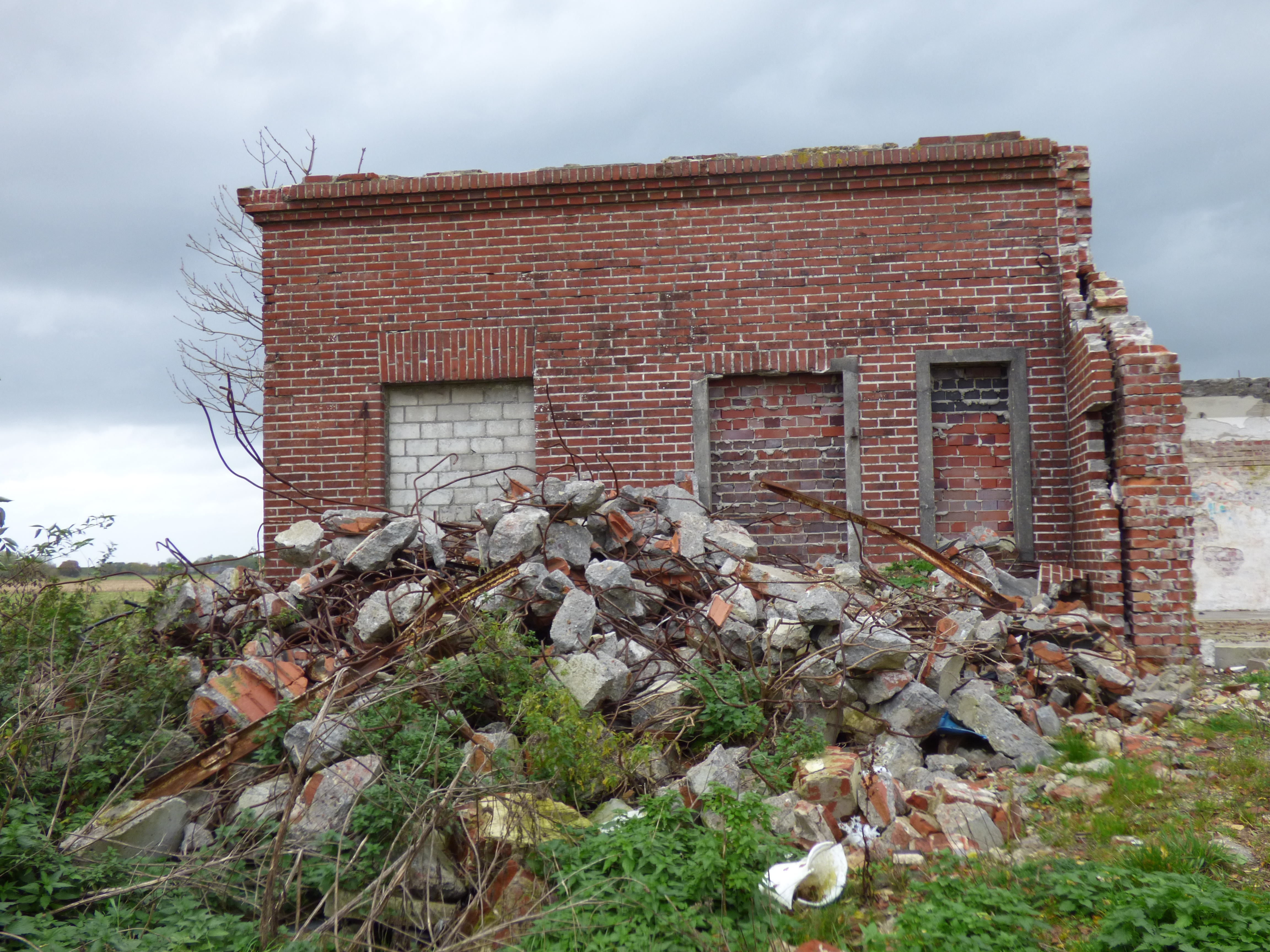
Überreste des Munitionsbunkers

Im Sommer 1943 wurde der Leitstand der Batterie in den 2-cm-Flakbunker hinter der Wache verschoben, da es aufgrund von Pulverdampf und Blendwirkung bei nächtlichen Gefechten Behinderungen für das Entfernungsmessgerät gab. Am 19. März 1942 wurde die Batterie vom Kommandierenden Admiral der Nordsee, Admiral Hermann Densch, inspiziert. Am 23. Oktober 1942 inspizierte der Küstenbefehlshaber Deutsche Bucht, Konteradmiral Gustav Kieseritzky, die Bunkerbattrie Schweiburg.

### Abschüsse
Am 26. Juni 1942 wurde ein Flugzeug von der Flakbatterie Schweiburg abgeschossen und stürzte bei Neustadt/Rönnelmoor ab. Am 7. Mai 1944 gelang der Batterie ein direkter Abschuss einer B-17 Flying Fortress, die aus geringer Höhe aus Richtung Brake mit Kurs Nordwest flog. Die Maschine verlor nach einer 10,5-cm-Salve und ununterbrochenem 2-cm-Flakbeschuss an Höhe und musste auf einer Wiese bei Diekmannshausen notlanden. Die zehn amerikanischen Besatzungsmitglieder wurden von den Soldaten der Schweiburger Batterie gefangen genommen. Nachdem zwei Verletzte versorgt waren, wurden die Kriegsgefangenen am gleichen Tag in den Fliegerhorst Jever überstellt.

### Kriegsende
Nach der Kapitulation der deutschen Nordarmeen wurden die Soldaten der Batterie von kanadischen Truppen „gefangengenommen“, indem die Truppen dem Batteriechef den Sachverhalt erklärten und die deutschen Soldaten aufforderten auf dem Batteriegelände zu bleiben. Zunächst behielt der Batteriechef seine Befehlsgewalt. Kanadische Truppen erschienen am 15. Mai am frühen Morgen mit Lastkraftwagen und brachten die deutschen Soldaten in ein Auffanglager in der Nähe Schweiburgs.

### Jüdische Grabsteine
Grabsteine des jüdischen Friedhofs bei Varel wurden für den Bau der Flakstellungen am Vareler Hafen und in Schweiburg missbraucht. Sie wurden nach dem Krieg von Vareler Schülern zurück an ihren Platz auf dem Friedhof gebracht.

### Nachkriegszeit
Zwischen 1946 und 1949 kamen viele in Schweiburg angekommene Flüchtlinge aus den deutschen Ostgebieten zunächst in den Gebäuden der Batterie unter. Später wurde die Anlage gesprengt. Heute sind nur noch Reste des Munitionsbunkers und die Brücken zwischen den Feldern erhalten. Die Fundamente der gesprengten Hochbunker wurden mit Erdreich überschüttet, die Stellen sind heute als kleine Hügel zu erkennen. Stahlbetonschutt findet sich an mehreren Orten auf dem Gelände.

## Bewaffnung
Die Batterien Schweiburg und Seefeld waren zum größten Teil baugleich, ihre Bewaffnung bestand zunächst aus jeweils vier 8,8-cm-Flakgeschützen. Ab dem Frühjahr 1941 wurden die beiden Batterien am Ostrand des Jadebusens zu Bunkerbatterien umgebaut, der Umbau war Ende März 1942 abgeschlossen. Die Geschützhochbunker waren etwa 50 Meter hinter dem Schweiburger Seedeich errichtet, sie hatten eine Höhe von etwa 7 Metern, damit hatten sie freie Sicht und Schussfeld über den Deich. Die vier Flakbunker waren im Ende Januar 1942 im Rohbau fertiggestellt und wurden mit jeweils einem 10,5-cm-Flakgeschütz des Typs SK C/32 mit sechs Meter Durchmesser Deckenschild bewaffnet. Zur Eigensicherung wurde ein weiterer Flakbunker mit einer 2-cm-Waffe vom Typ C/30 in Sockellafette eingerichtet. Im September 1942 wurde ein Funkmessgerät Würzburg (Radar) auf dem Feld westlich des Munitionsbunkers aufgestellt.